# Vladislav Listiev
Vladislav Listiev (n. 10 mai 1956, Moscova, URSS - d. 1 martie, 1995, Moscova, Rusia), a fost un jurnalist și prezentator de televiziune rus și sovietic, primul director general al companiei ORT.